# Люта справа
«Люта Справа» — українське видавництво, засноване 2014 року в Києві.

## Історія
Видавництво «Люта справа» засноване у Києві 17 січня 2014 року Андрієм Гончаруком.
Свою місію видавництво вбачає у популяризації культурних феноменів — літератури, малярства, дизайну, музики, — що є актуальними та співзвучними сьогоденню. Цільова аудиторія видавництва — молодь, учасники творчих процесів в Україні.
Серед українських авторів видавництва Олег Шинкаренко, Іван Семесюк, Євгенія Подобна та інші.
Видавництво співпрацює з такими художниками як Олекса Манн, Андрій Єрмоленко, Іван Семесюк.
2018 року літературною премією «Глиняний кіт» були відзначені дві книжки видавництва «Люта справа». Лауреатами стали Дмитро Муравський за фотокнигу про російсько-українську війну на Донбасі: Видання «Через війну. Погляд волонтера». Видавництво «Люта справа», а також Олена Степаненко — за переклад з білоруської мови книжки для дітей Сергія Прилуцького «Геть дорослих!».
2019 року книжка видавництва авторства Фелікса Штейнбука «Інкубація „Яєць динозавра“» (2016) була відзначена премією в галузі літературної критики імені О. Білецького.
2019 року книга «Книги про глюк» Чарльза Буковскі, опублікована у видавництві «Люта справа», була відзначена премією D&AD Awards 2019 за найкращий дизайн.
2019 року книжка Євгенії Подобної «Дівчата зрізають коси», що була опублікована у видавництві «Люта справа», була відзначена нагородою «Форуму видавців» «Book Forum Best Book Award». 2020 року ця ж книжка Євгенії Подобної була відзначена Національною премією України імені Тараса Шевченка.

## Автори
- Олег Шинкаренко
- Іван Семесюк
- Вано Крюгер
- Олаф Клеменсен
- Нік Лисицький
- Микола Степанченко
- Артем Полежака
- Гєник Беляков
- Ігор Мітров
- Євгенія Подобна
- Оксана Шаварська
- Антін Мухарський
- Олександр Михед
- Фелікс Штейнбук

## Художники
- Андрій Єрмоленко
- Іван Семесюк
- Олекса Манн
- Павло Жарко
- Олеся Драшкаба
- Олександр Ком'яков
- Сергій Захаров